# Восточно-балтийские языки
Восточно-балтийские языки — группа в составе балтийской ветви индоевропейской языковой семьи. Живыми языками этой группы являются литовский, латышский и латгальский языки, а также жемайтский, аукштайтский, ливонский, среднелатышский, верхнелатышский и курсениекский диалекты. До недавнего времени были признаны только два языка: литовский и латышский, на которых говорят на родине и за ее границами, а в 2010 году был также признан латгальский язык. Иногда как отдельный язык также рассматривается жемайтский.

## Классификация
- Литовский
- Латышский
  - Латгальский
- Селонский †
- Земгальский †